# Shadreck Chikoti
Œuvres principales
The Trap
Le Baobab
Enfant d'une hyène
Azotus, The Kingdom
Shadreck Chikoti, né le 7 octobre 1979, est un écrivain et militant social malawien.

## Biographie
Shadreck Chikoti est un écrivain de science-fiction et de fantaisie, conférencier et activiste social malawien qui cherche activement à redéfinir les limites de la littérature africaine traditionnelle.
Il publie son premier poème à l'âge de 9 ans. Shadreck Chikoti écrit en anglais et en chichewa. Ses ouvrages publiés incluent Free Africa Flee! (2001)  et Mwana wa Kamuzu ( Le Fils de Kamuzu ) (2010). Sa nouvelle The Beggar Girl a été incluse dans l'anthologie Modern Stories from Malawi (2003), éditée par Sambalikagwa Mvona.
Chikoti est également directeur de Pan African Publishers  et fondateur du Story Club, qui rassemble des écrivains, des critiques et d'autres personnes pour partager et discuter de la littérature des écrivains malawites. Le Story Club possède actuellement deux succursales, l'une à Lilongwe et l'autre à Mzuzu.

## Prix
En 2001, il reçoit le prix littéraire Peer Gynt pour sa nouvelle The Trap.
En 2008, il remporte le troisième prix aux Prix littéraires FMB/MAWU pour son livre Le Baobab. Celui-ci est publié dans The Bachelor of Chikanda: And Other Stories (2009).
En 2011, Chikoti est sélectionné pour participer à l'atelier des écrivains africains du Prix Caine au Cameroun, et l'histoire qu'il a écrite là-bas, L'Enfant d'une hyène, a été publiée dans l'anthologie du Prix Caine 2011, To See the Mountain and other Stories.
En 2013, il remporte le prix littéraire Peer Gynt pour son roman de science fiction/fantastique Azotus the Kingdom, publié au Malawi par l'Union des écrivains du Malawi en 2015.
En 2014, Chikoti est nommé par le projet Africa39 comme l'un « des 39 auteurs de moins de 40 ans les plus prometteurs d'Afrique subsaharienne et de la diaspora. ». Un extrait d’ Azotus the Kingdom intitulé « The Occupant » est publié dans l’anthologie du projet Africa39 en octobre 2014.
En 2017, il fait partie des meilleurs romans du prix Nommo pour son roman Azotus,The Kingdom.

## Publications
- (en) Shadreck Chikoti, Azotus the Kingdom, Malawi Writers Union, 2016, 223 p. (ISBN 9789990891386)
- (en) Shadreck Chikoti, Free Africa flee!, Free Africa Publications, 2001, 34 p. (ISBN 9789990891102)
- (bem) Shadreck Chikoti, Mwana wa Kamuzu, Pan African Publishers, 2010, 116 p. (ISBN 9789990891140)